# Ана Калата
Ана Калата (пољ. Anna Kalata; Миланувек, 10. мај 1964) је пољска политичарка, друштвени радник и експерт за економију. Чланица је партије Самоодбрана Републике Пољске и министарка рада и социјалне политике у Влади Јарослава Качињског.
Апсолвирала је на Економском факултету у Варшави 1993, а убрзо је и докторирала. Председник је окружног клуба Демократске Женске Уније. Од 1990. године обављала је низ важних економских послова, између осталог и као директор Одсека за развој у поштанској служби лизинга (2002—2003).
Од 5. маја 2006. године налази се на функцији министра рада и социјалне политике. Септембра исте године је заједно са осталим члановима своје партије напустила Владу, али су се октобра месеца вратили после договора између Анджеја Лепера и Јарослава Качињског.